# Raymundo Veloso Silva
Raymundo Veloso Silva (Água Preta (atual Uruçuca), 11 de janeiro de 1938) é um político brasileiro.
Foi vereador em Ilhéus entre 1989 e 1996 e entre 2005 e 2007. Atualmente exerce o cargo de deputado federal pelo estado da Bahia. Foi eleito pelo PPS, atualmente está no PMDB, mas já foi filiado também ao PDT e ao PFL.

## Biografia
Natural de Água Preta, município que hoje leva o nome de Uruçuca, Raymundo Veloso Silva é filho de Maria Benedita de Souza e Marcelino Veloso Silva. Aos oito anos mudou-se para a cidade de Itabuna onde viveu boa parte da juventude até ir morar em Salvador onde concluiu o ensino médio. Ao se instalar em Ilhéus, Raymundo Veloso foi contínuo da CODEBA, onde se aposentou como assistente técnico administrativo. Com grande esforço, cursou a faculdade de Direito na FESPI (atual UESC) se formando no ano de 1971.
Como advogado, profissão que desenvolveu por 30 anos, prestou inúmeros serviços à comunidade ilheense inclusive oferecendo atendimento jurídico gratuito às pessoas mais humildes. Além da função de advogado, Veloso exerceu por 15 anos a profissão de locutor esportivo tendo se destacado no rádio ao lado de personalidades como Armando Oliveira, Djalma, Fernando Costa Lino, Jorge Caetano e Geraldo Borges.
Através de sua credibilidade e serviço prestado à comunidade ilheense, Raymundo Veloso ingressou na carreira política sendo eleito vereador em 1988 e reeleito em 1992. Em 2004 foi eleito o vereador mais votado na história política do município, o que o credenciou a assumir a presidência da Câmara Municipal. Em 2007, Veloso assumiu uma cadeira na Câmara em Brasília como Deputado Federal.
Nas eleições de 2010, Raymundo Veloso obteve apenas 15.563 votos e desta forma não teve o seu mandato renovado. 
Em 2009, prestou solidariedade em conjunto com outros parlamentares ao terrorista Cesare Battisti, que praticava greve de fome, no presídio da Papuda.